# Kastell Ruffenhofen
Das Kastell Ruffenhofen ist ein römisches Militärlager, das am Raetischen Limes, der ebenso wie das Kastell selbst Teil des zum UNESCO-Weltkulturerbe erhobenen Obergermanisch-Raetischen Limes ist, errichtet wurde. Die nicht ergrabenen Baureste befinden sich heute unter den Fluren des rund 800 Meter südöstlich gelegenen Ruffenhofen, das zum Markt Weiltingen im Landkreis Ansbach in Bayern gehört.

## Lage

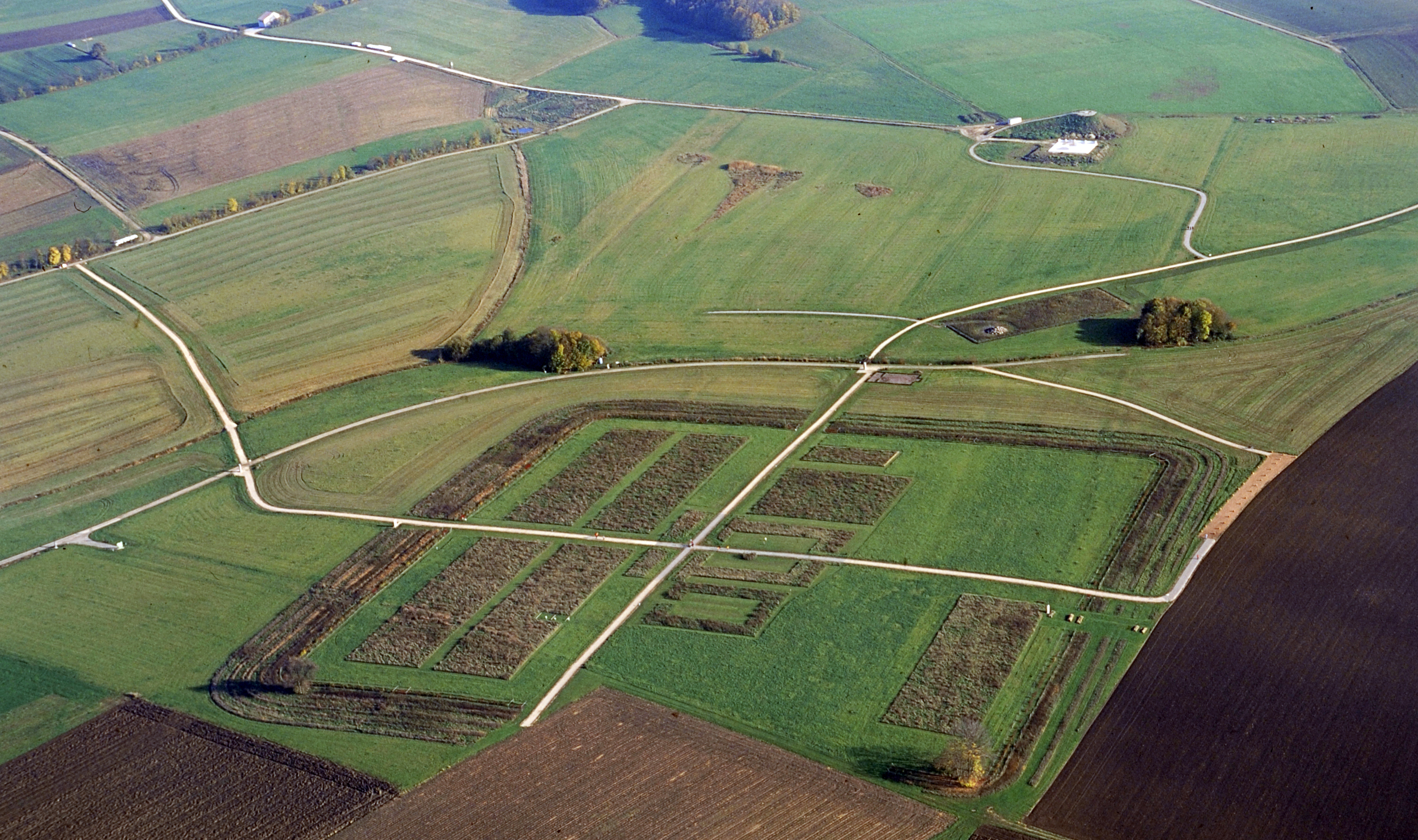
Luftbild der Anlage mit den Bepflanzungen im Oktober 2008

Die ehemalige Garnison befindet sich in hügeliger Landschaft rund 30 bis 35 Meter über der nach Nordosten fließenden Wörnitz auf einer schwach ausgeprägten, nordwestlich orientierten Geländezunge,
die sanft ins Flusstal abfällt. In Sichtweite, etwa 1,5 Kilometer nördlich, knickt die Wörnitz fast rechtwinklig scharf Richtung Südosten ab. An dieser Stelle stößt auch die aus dem „freien“ Germanien herabfließende Sulzach von Nordwesten kommend auf den Fluss und der die Landschaft überragende west-östlich orientierte Hesselberg steigt am nördlichen Ufer der Wörnitz steil auf. Im Rücken der Befestigung wird die Fernsicht durch die Hügellandschaft verbaut. Am Nordhang der vom Kastell besetzten Geländezunge fließt der Denzenbach vorbei ins Flusstal; er war für die Wasserversorgung des Kastells wichtig.
Die Anlage wurde an einem militärisch günstigen Ort zur Beobachtung der rund 2,2 Kilometer entfernten Grenzanlagen errichtet. Von hier aus konnte ein ausgedehnter Abschnitt des Limes zwischen den Wachtürmen Wp 13/8 im „Weiltinger Forst“ bis Wp 13/25 nahe dem heutigen Weiler Grüb im Auge behalten werden. So konnte unter anderem die Flussquerung der Grenzanlagen im Südwesten bei Wp 13/12 eingesehen werden und der anschließende Limesverlauf Richtung Nordosten auf den Höhen des gegenüberliegenden Wörnitzufers war deutlich sichtbar. Für die weitere Fernverbindung nahm die Forschung eine Signalstation auf dem Hesselberg an. Bisher wurden an dessen angrenzenden Fluren aber auf dem Berg selber nur römische Fundmünzen aufgefunden. Inzwischen geht die Forschung davon aus, dass der Hesselberg von den Römern nicht genutzt wurde und der Signalweg direkt über den Limes verlief.

## Forschungsgeschichte
Aus dem Jahr 1868 sind erste Grabungen bekannt. Im September und Oktober 1892 fanden ausgedehnte Untersuchungen der Reichs-Limeskommission (RLK) unter dem Streckenkommissar Wilhelm Kohl (1848–1898) an der durch Landwirtschaft und Steinraub bereits stark zersetzten Anlage statt. 1917 folgte eine Notgrabung im Lagerdorf. Erst die regelmäßigen Luftbildüberfliegungen seit 1977, Magnetfeldmessungen ab 1998 und die 2004 hier erstmals vorgenommene Erdwiderstandsmessung konnten den Grabungsbefund der RLK deutlich ergänzen. Eine moderne umfangreiche grabungstechnische Befundaufnahme der Anlage hat aber seit 1892 nicht mehr stattgefunden, so dass viele Fragen unter anderem zu Datierungen spekulativ bleiben. Daher gehört Ruffenhofen neben dem Kastell Oberhochstatt zu den am wenigsten erforschten Fortifikationen des Raetischen Limes, was auch die 2005 vorgenommenen kleineren Sondierungen an der Kastellmauer – die ersten seit 1892 – und den vier Gräben nicht geändert haben.
Seit 2002 kaufte das Amt für Ländliche Entwicklung Ansbach bisherige landwirtschaftliche Flächen auf, unter denen das Kastell liegt. Noch bis 2003 unter Acker, wurde der größte Teil der Befestigung zur Förderung des Tourismus in den umliegenden Gemeinden als „Römerpark Ruffenhofen“ deklariert, wie dies der 2001 gegründete örtliche Zweckverband „Römerkastell Ruffenhofen“ beschlossen hatte. Auf dem Boden über den Fundamenten wurde Rasen angesät. Verschiedenfarbige Rabatten, Schnitthecken sowie die Wegführung deuten in parkähnlicher Atmosphäre bekannte Strukturen und Gebäude des Kastells an. Ein neu angeschütteter Hügel bietet freien Blick auf den Park. Am Fuß dieses Hügels befindet sich ein Modell, das im Maßstab 1:10 einen möglichen Zustand der Anlage während der Antike wiedergibt.

## Baugeschichte

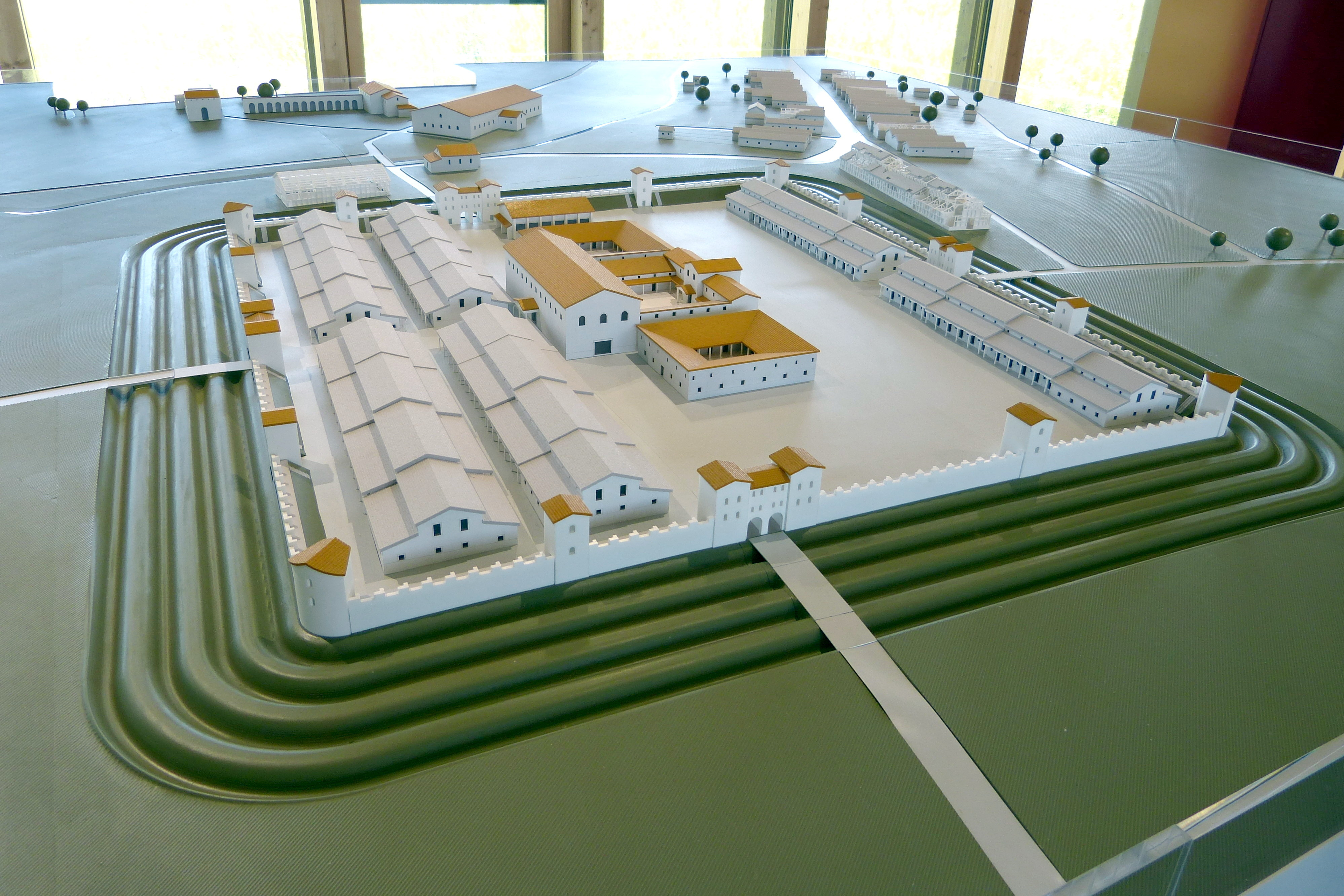
Idealtypischer Rekonstruktionsversuch auf Basis geophysikalischer Erkenntnisse. Archäologische Ausgrabungen wurden an dem Platz bisher nur sehr selektiv vorgenommen.

Die Forschung geht davon aus, dass ein wissenschaftlich nicht nachgewiesenes Holz-Erde-Kastell schon Anfang des 2. Jahrhunderts in den Regierungsjahren Kaiser Trajans (98–117) errichtet worden ist. Die Anlage würde damit, nach den östlich gelegenen Lagern Unterschwaningen, Gnotzheim und Weißenburg, in die zweite Kastellausbauphase des nördlich vor dem Fränkischen Jura liegenden Grenzverteidigungssystems gehören.
Das fast quadratische, nach Messungen der Reichs-Limeskommission 190 × 197 Meter (=  3,76 Hektar). nach Forschungen des Geophysikers und Archäologen Helmut Becker 187 × 194 Meter (= 3,63 Hektar) große Steinkastell Ruffenhofen zeichnet sich durch seine Fläche als wichtigste Anlage zwischen dem Alenkastell Aalen und dem Alenkastell Weißenburg aus. Die Geometer richteten die Prätorialfront, die dem Feind zugewandte Seite eines Kastells, Richtung Nordosten zum Hesselberg hin aus. Dort befand sich eine Straße. Die einer Erdrampe vorgelagerte, rund 1,25 Meter breite Umwehrung der Anlage war an den vier Ecken abgerundet und besaß dort jeweils einen Eckturm.
Wie bei der Sondierung 2005 festgestellt werden konnte, bestanden die Wehrmauern aus Sandsteinquadern, welche von verschiedenen örtlichen Steinbrüchen stammten. Das Mauerfundament war auf Steinen verschiedenster Art begründet. Da sich auf diesen Steinen Mörtelreste fanden, geht man davon aus, dass hier eine Wiederverwendung vorliegt. An der Nordostmauer befanden sich zwei Zwischentürme rechts und links der Porta praetoria, an der südöstlichen Wehrmauer hingegen nur einer im Bereich der Retentura. Spiegelgleich war der Befund an der Nordwestumwehrung. Nur die Rückfassade des Kastells scheint keine Zwischentürme besessen zu haben. Drei Tore der Anlage besaßen zweispurige Zufahrten mit jeweils zwei Tortürmen. Nur die rückwärtige Porta decumana war, dem angenommenen Normschema für Kastellbau entsprechend, mit nur einem Durchgang zwischen den beiden Tortürmen ausgestattet.
Als Annäherungshindernis wurde der Garnisonsort zunächst mit einem Doppelgraben gesichert. Der innerste, knapp 3 Meter tiefe Graben war nicht als Spitzgraben, sondern sehr flachwinklig angelegt worden, da sonst die Wehrmauer, die direkt vor diesem Graben lag, hätte abrutschen können. Erst später, womöglich im 3. Jahrhundert, wurden zwei weitere, jedoch nicht so tief reichende Gräben um das Kastell gelegt. Im äußersten Graben stießen die Ausgräber 2005 auf römerzeitliche lose Pferdeknochen, die ein fast komplettes Tier ergaben. Wahrscheinlich sind die Gebeine nach einer Mahlzeit oder als Schlachtabfälle während einer außergewöhnlichen Situation in den Graben gelangt. Zumindest größtenteils setzten diese Gräben wohl an den vier Zufahrten aus.
Die Principia, das Stabs- und Verwaltungsgebäude des Kastells, folgten ebenfalls dem bekannten Muster der Prinzipatszeit. Sie besaßen eine große Mehrzweckhalle, die mit ihrer Längsseite über der Via principalis lag, die das südöstliche mit dem nordwestlichen Tor verband. Hinter dieser Halle schloss sich der rechteckige Innenhof mit den im Karree umliegenden Diensträumen an. Im rückwärtigen, an der Via quintana liegenden Gebäuderiegel befand sich mittig das Fahnenheiligtum (Aedes). Insgesamt konnten bisher vier Steinbauten im Mittelstreifen des Lagers festgestellt werden. Die Wohnbaracken der Soldaten hingegen waren in Holzbauweise errichtet. Vier Doppelbaracken mit 2 × 12 Mannschaftsräumen sowie den dazugehörigen Kopfbauten, in denen der Centurio und eventuell noch weitere Offiziere/Unteroffiziere, aber auch Bedienstete wohnten, befanden sich in der nordöstlichen Praetentura. Eine Baracke wurde in der westlichen Retentura festgestellt. Vor der Porta principalis dextra lag am Eck der Via principalis zu der das Kastellinneren umlaufenden Via sagularis das einzige Gebäude, das die RLK erkannt hatte, das Horreum, der Speicherbau des Lagers. Insgesamt wurden geophysikalisch fünf Barackenkomplexe nachgewiesen. Bis heute ist jedoch unklar, wie viele Baracken insgesamt auf dem Kastellareal standen. Es könnten diese fünf, aber auch sechs, sieben oder gar maximal acht dieser Bauten bestanden haben. Für mehr hätte der Platz innerhalb der Umwehrung nicht gereicht.
Das Ende der Anlage kam wohl während der Mitte des 3. Jahrhunderts. Die letzte bisher bekannte Münze ist ein Antoninian von 244/247 n. Chr., der während der Regierungszeit des Kaisers Philippus Arabs (244–249) geprägt wurde. Wie mithilfe des Cäsiummagnetometers festgestellt werden konnte, lassen sich im Kastellareal starke Magnetisierungen feststellen, die auf eine große Brandkatastrophe hinweisen. Der Brand verursachte einen extremen Kontrast innerhalb der Magnetisierungen. So war es in Ruffenhofen möglich, zwischen den als positive Anomalien erscheinenden Holzkonstruktionen und den beinahe nichtmagnetischen Steinbauten, die als negative Anomalien hervortraten, zu unterscheiden.

## Truppe
Der provinzialrömische Archäologe Dietwulf Baatz (1928–2021) vermutete bereits in der Vergangenheit als Stammtruppe für Ruffenhofen die teilberittene Cohors IX Batavorum equitata milliaria exploratorum, die nachweislich zeitweilig auch in Weißenburg gelegen hatte. Dort war sie wohl im erst 1976 entdeckten Ostkastell der Stadt stationiert gewesen, das nur kurzzeitig bestand und spätestens 125 n. Chr. geräumt worden ist. Eine andere mögliche Truppe wäre die von 107 bis 116 in Rätien nachgewiesene Cohors III Batavorum milliaria equitata gewesen, die anschließend als Stammbesatzung im niederpannonischen Vetus Salina lag. Nachdem die Magnetometerprospektion abgeschlossen war, sprach sich der damalige bayerische Landeskonservator C. Sebastian Sommer (1956–2021) im Jahr 2005 dafür aus, dass als Besatzung wohl eine reine Reitertruppe (Ala) in Frage käme. Nachdem im Oktober 2014 im Vicusbereich das große ausgeackerte Fragment eines Militärdiploms aus dem Boden kam, lassen sich die Vermutungen von Baatz bezüglich der hier stationierten Truppe nach den Untersuchungen Bernd Steidls, Hauptkonservator an der Archäologischen Staatssammlung München, weiter untermauern. Das Bruchstück gehört zu einem Diplom, das im Februar 160 n. Chr. an einen ... f(ilio) Villmo Helve[t](io), einem Reiter aus dem Volk der Helvetier, verliehen wurde, womit bezeugt ist, dass die Bataverkohorte bereits um 135 n. Chr., der Rekrutierungszeit dieses Reitersoldaten, mit Angehörigen anderer Nationen aufgefüllt wurde. Insbesondere die Helvetier galten als besonders schlagkräftige Reiter.

## Kastellbad

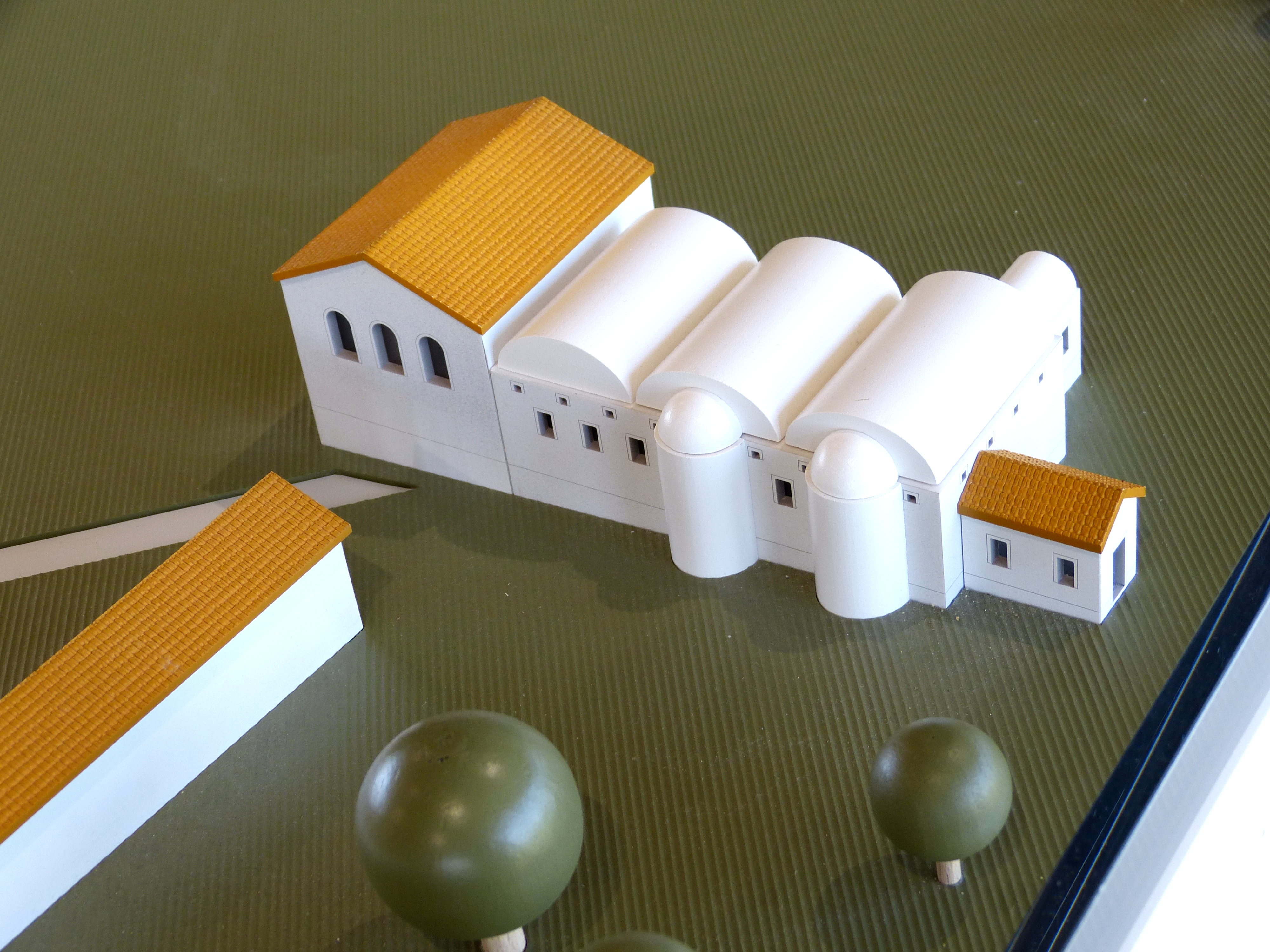
Modell des grabungstechnisch nicht erschlossenen Kastellbades auf Basis geophysikalischer Erkenntnisse, Limeseum, Römerpark Ruffenhofen.

Durch die Magnetometerprospektion des Bayerischen Landesamtes für Denkmalpflege zeichnen sich diverse Gebäudereste im Boden ab. Herauszuheben ist ein vor der Porta principalis dextra angetroffener länglicher Bau mit komplexeren Steinstrukturen, der sich völlig aus der Achse der das Kastell verlassenden Lagerstraße dreht. In seiner mit der Längsseite fast genauen Nord-Süd-Ausrichtung ist es als Reihenbad anzusprechen.

## Vicus und Brandgräberfeld
Der Vicus, das Lagerdorf des Kastells, ist aufgrund fehlender Ausgrabungen bisher kaum bekannt und dehnte sich 700 Meter nach Süden sowie nach Südosten um die Quelle des Denzenbach herum aus. Im Frühjahr 2000 erfasste das Magnetometer die Gräberstraße. Vor der Porta principalis dextra konnte neben der Therme ein kleiner Steinbau, vielleicht ein Tempel, ausgemacht werden. Von der Porta decumana aus läuft die Trasse der Dorfstraße nach Südsüdwest.

## Militaria
Zum Fundgut aus Ruffenhofen zählen unter anderem Keramikbruchstücke der Form Drag. 32, die allgemein zwischen 160 und 230 n. Chr. entstanden sind. Der Schwerpunkt der gefundenen Münzen setzt mit Trajan ein. Wichtig ist auch ein Militärdiplom, das auf den 7. Februar 160 n. Chr. datiert. Der Soldat, der damals seinen Abschied nahm, hieß Villmus, der Kommandant der damals in Ruffenhofen stationierten Einheit, der 9. teilberittenen Kohorte der Bataver, war Modestus. Eine andere Militaria ist der Ohrenschutz vom Helm eines römischen Kavalleristen. In den Schutz sind drei Besitzerinschriften gepunzt worden, die diesen Helm nacheinander besaßen:
T(urma) Mat(i) Decembri // Augustani // P(ubli) Ruli
Zunächst wird die Schwadron (Turma) des Matius genannt, damals war der Helm im Besitz des Soldaten December, anschließend folgen die Namen Augustanus und Publius Rulius.

Funde militärischen Charakters
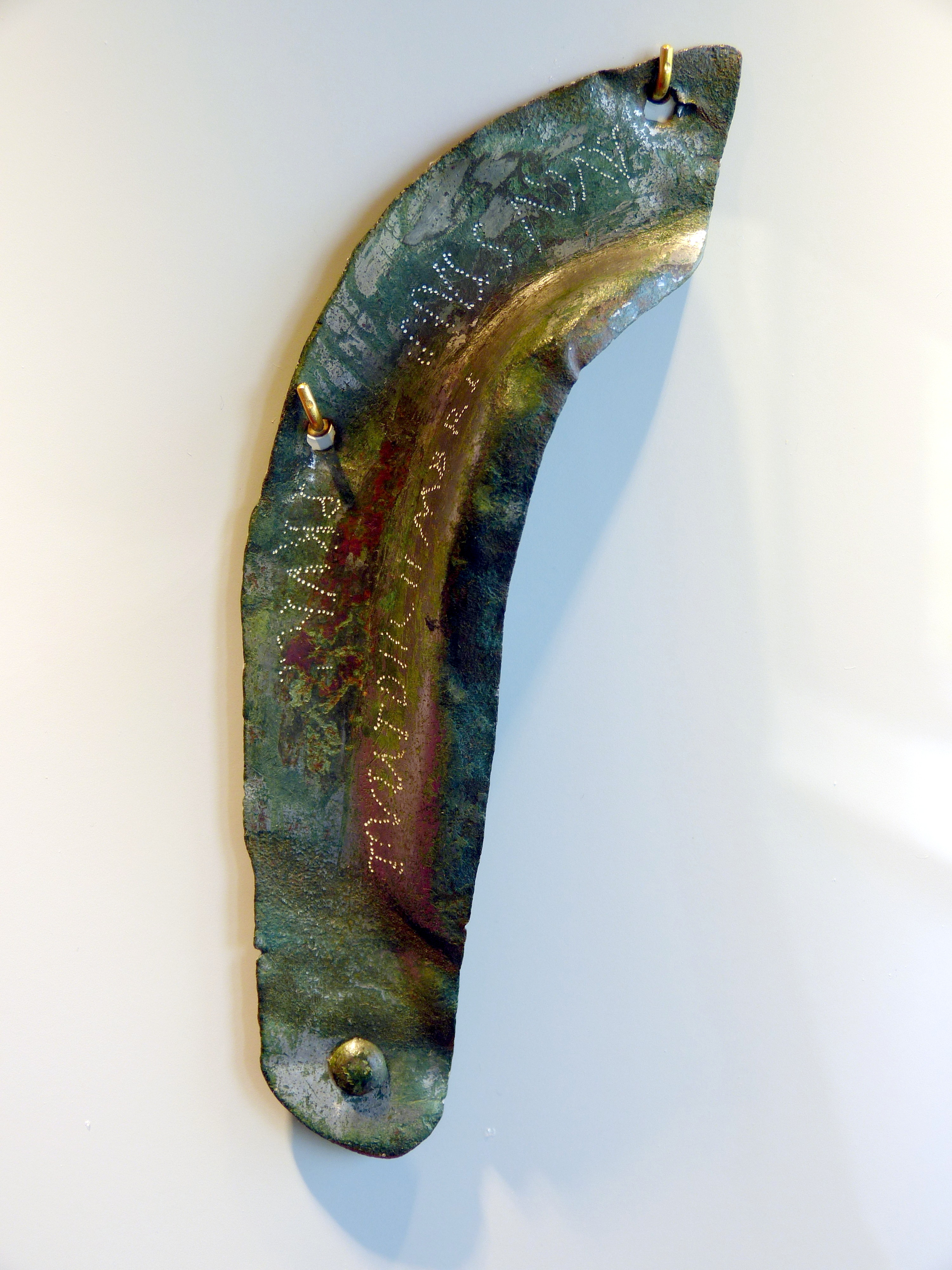
Ohrenschutz eines späten Helms vom Typ Weisenau. Das Stück einer Schwadron ist durch mehrere Besitzerpunzen personalisiert
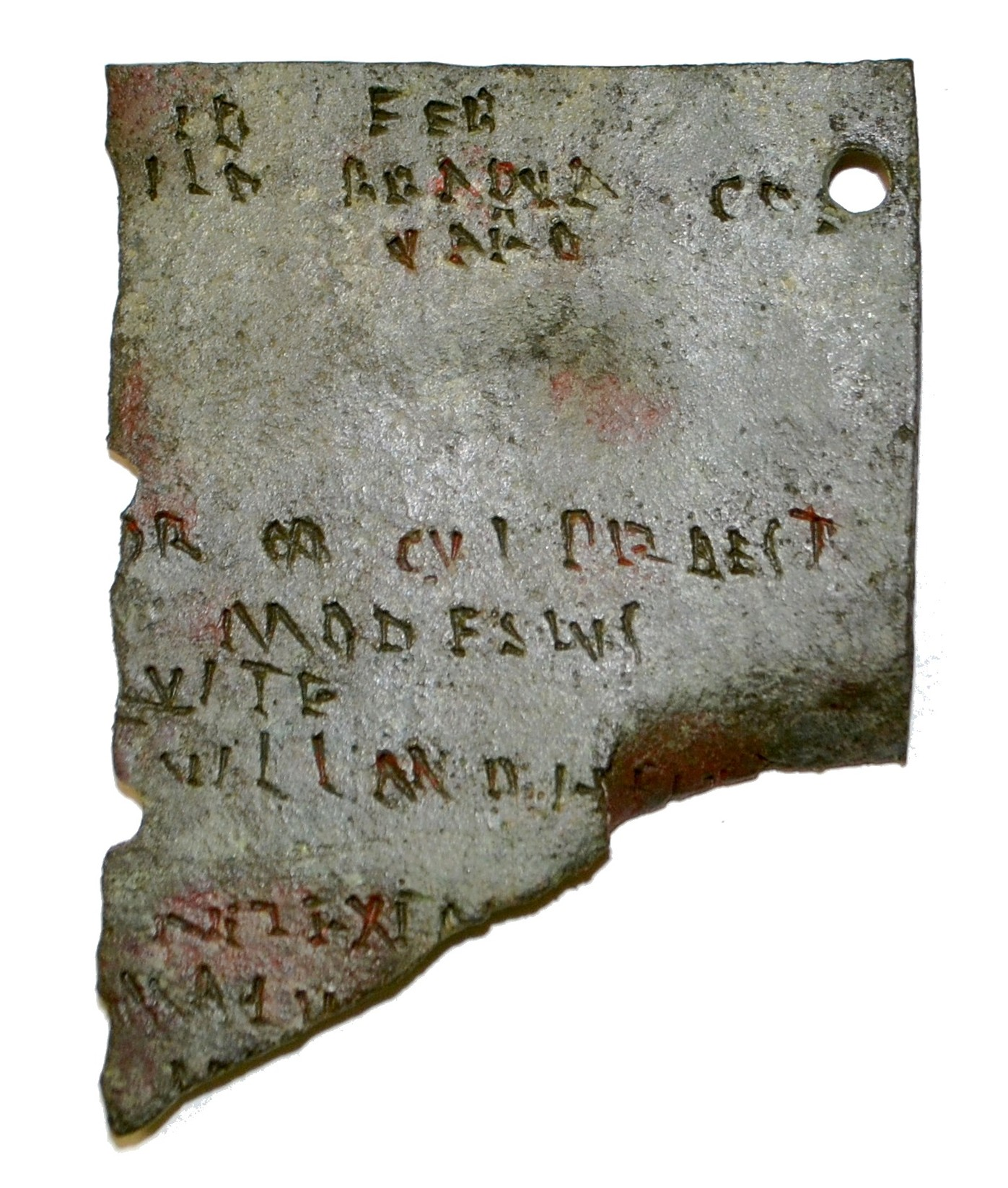
Das Fragment des Ruffenhofener Militärdiploms.
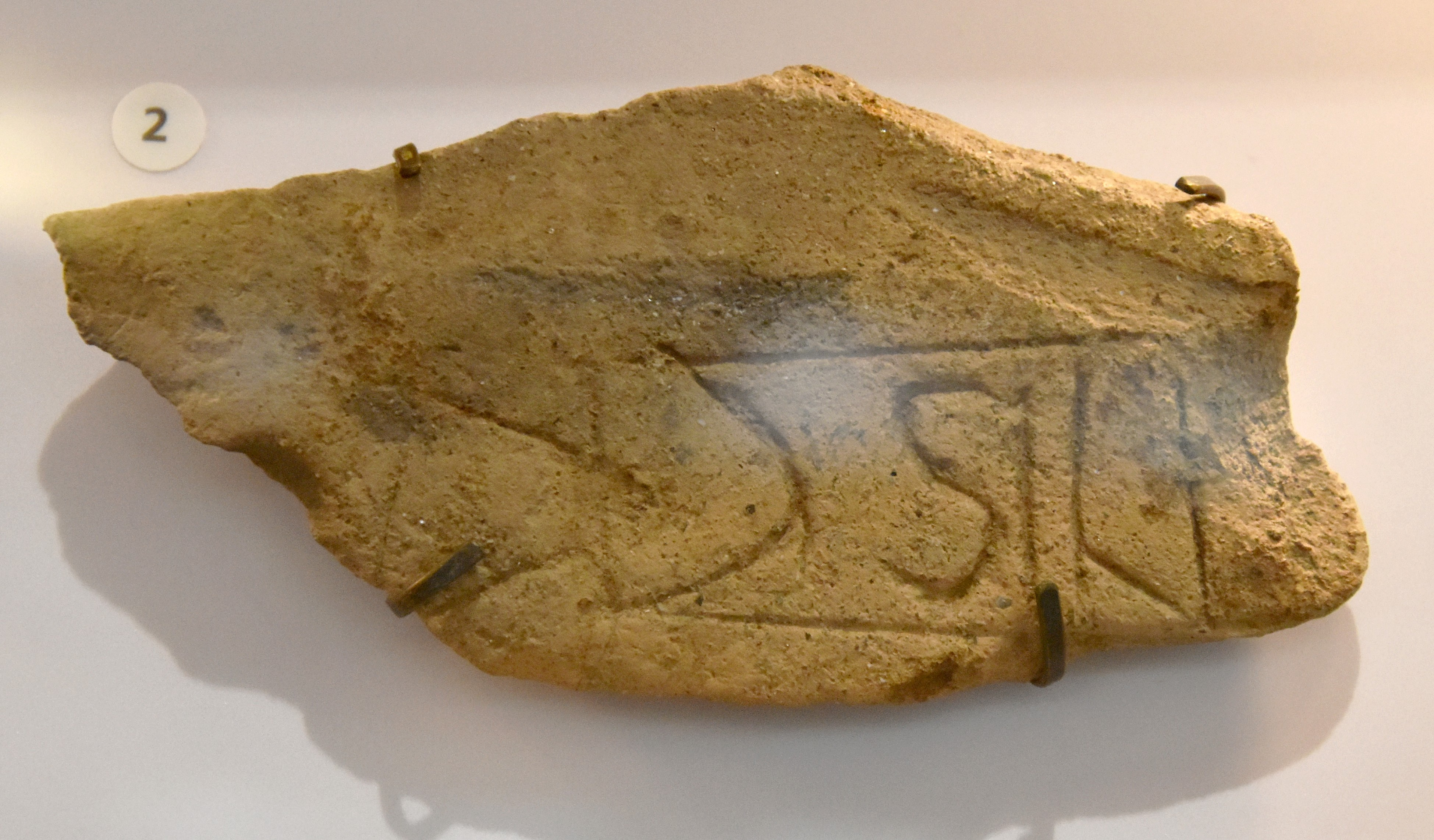
Centurien-Graffito auf einer Dolium-Scherbe: (Centuria) Sili[…], AE 2015, 01034. Lesefund aus dem Bereich des vicus

## Fundverbleib
Viele Funde des Kastells befanden sich bis zum Bau des direkt am Kastell liegenden Museum („Limeseum“) im Heimatmuseum Weiltingen. Das Limeseum soll der touristischen Erschließung der Region dienen.

## Denkmalschutz
Das Kastell Ruffenhofen und die erwähnten Anlagen sind als Abschnitt des Obergermanisch-Rätischen Limes seit 2005 Teil des UNESCO-Welterbes. Außerdem sind sie geschützt als eingetragene Bodendenkmale im Sinne des Bayerischen Denkmalschutzgesetzes (BayDSchG). Nachforschungen und gezieltes Sammeln von Funden sind erlaubnispflichtig, Zufallsfunde sind den Denkmalbehörden anzuzeigen.

### Allgemein
- Dietwulf Baatz: Der Römische Limes. Archäologische Ausflüge zwischen Rhein und Donau. 4. Auflage. Mann, Berlin 2000, ISBN 3-7861-2347-0, S. 282 f.
- Wolfgang Czysz, Lothar Bakker: Die Römer in Bayern. Theiss, Stuttgart 1995, ISBN 3-8062-1058-6.
- Thomas Fischer: Kastelle Ruffenhofen, Dambach, Unterschwaningen, Gnotzheim, Gunzenhausen, Theilenhofen, Böhming, Pfünz, Eining. In: Jochen Garbsch (Hrsg.): Der römische Limes in Bayern. 100 Jahre Limesforschung in Bayern. Ausstellungskataloge der Prähistorischen Staatssammlung 22, 1992, S. 37 ff.
- Thomas Fischer, Erika Riedmeier Fischer: Der römische Limes in Bayern. Pustet, Regensburg 2008, ISBN 978-3-7917-2120-0.
- Walter E. Keller, Walter Grabert: Die Römer am Limes. 5. Auflage. Keller, Treuchtlingen 1998, ISBN 3-924828-49-0.
- Wilhelm Kohl: Das Kastell Ruffenhofen. In: Ernst Fabricius, Felix Hettner, Oscar von Sarwey (Hrsg.): Der obergermanisch-raetische Limes des Roemerreiches. B VI, Nr. 68, 1896.
- Matthias Pausch (Hrsg.): Römisches Ruffenhofen. Entdeckungen am Welterbe Limes. Wißner, Augsburg 2009, ISBN 978-3-89639-699-0.
- C. C. Sebastian Sommer: Kastellvicus Ruffenhofen. Aufbau und Struktur einer Marketendersiedlung am raetischen Limes. In: Studia Historica et Archaeologica in honorem Magistrae Doina Benea. Editura Eurostampa. Temeschwar 2004, S. 345–360.
- Günter Ulbert, Thomas Fischer: Der Limes in Bayern. Theiss, Stuttgart 1983, ISBN 3-8062-0351-2, S. 60–61.

### Einzelstudien
- Bernd Steidl: Ein Militärdiplom aus dem vicus des Kastells Ruffenhofen am raetischen Limes. Zur Dislokation der cohors VIIII Batavorum milliaria exploratorum im 2. Jahrhundert n. Chr. In: Bayerische Vorgeschichtsblätter. Band 81, 2016, S. 147–170.
- Matthias Pausch: Möglichkeiten und Erfahrungen der Visualisierung im Kastell Ruffenhofen. In: Peter Henrich (Hrsg.): Perspektiven der Limesforschung. 5. Kolloquium der Deutschen Limeskommission. (= Beiträge zum Welterbe Limes. 5). Theiss, Stuttgart 2010, ISBN 978-3-8062-2465-8, S. 191–201.
- Matthias Pausch: Visualisierungen und Bepflanzungen am Limes. Erste Erfahrungen und Überlegungen aus Ruffenhofen. In: Denkmalpflege Informationen. Ausgabe B, Nr. 1 39. Bayerisches Landesamt für Denkmalpflege, 2008, S. 42 ff.
- C. Sebastian Sommer: Zur Besatzung des Kastells Ruffenhofen. In: Andreas Thiel (Hrsg.): Forschungen zur Funktion des Limes. Band 2. (= 3. Fachkolloquium der Deutschen Limeskommission 17./18. Februar 2005 in Weißenburg in Bayern). Theiss, Stuttgart 2007, ISBN 978-3-8062-2117-6, S. 123–131.
- Helmut Becker: Prospektion und Rekonstruktion einer Gräberstraße, Gemeinde Wittelshofen und Weiltingen, Landkreis Ansbach, Mittelfranken. In: Das Archäologische Jahr in Bayern 2001. (2002), S. 90–92.
- Helmut Becker: Rekonstruktion des Römer-Kastells bei Ruffenhofen mit Hilfe der Magnetometerprospektion. In: Denkmalpflege Informationen. Ausgabe B, Nr. 3. Bayerisches Landesamt für Denkmalpflege, 2001, S. 23 ff.
- Helmut Becker: From Magnetic Prospecting to Virtual Archaeology. In: Helmut Becker, Jörg Faßbinder: Magnetic prospecting in archaeological sites (= Monuments and Sites 6), ICOMOS, München 2001, ISBN 3-87490-675-2, S. 6–13.
- Markus Gschwind: Reflexbogenversteifungen und Schleudergeschosse aus Iciniacum/Theilenhofen, Gunzenhausen, Mediana/Gnotzheim und Ruffenhofen. Zur Bewaffnung raetischer Auxiliareinheiten in der mittleren Kaiserzeit. In: Beiträge zur Archäologie in Mittelfranken. Band 5. Faustus, Büchenbach 1999, S. 157 ff.
- Claus-Michael Hüssen: Der Fehlguß eines römischen Ortbandes aus Ruffenhofen, Lkr. Ansbach. In: Beiträge zur Archäologie in Mittelfranken. Band 4. Faustus, Büchenbach 1998, S. 173 ff.